# كامل اوزيمزك
كامل اوزيمزك (بالبولندية: Kamil Oziemczuk)‏ (29 مارس 1988 بلوبلين في بولندا - ) هو لاعب كرة قدم بولندي في مركز الهجوم. شارك مع منتخب بولندا لكرة القدم. أما مع النوادي، فقد لعب مع غورنيك وانشنا ونادي أوكسير وMotor Lublin ‏.

## روابط خارجية
- كامل اوزيمزك على موقع رابطة كرة القدم الفرنسية للمحترفين (الإنجليزية)
- كامل اوزيمزك على موقع قاعدة بيانات كرة القدم.إي يو (الإنجليزية)